# Самбомба
Самбомба или рунчо — традиционный испанский и латиноамериканский фрикционный барабан. В Испании самбомба - инструмент, который часто используется для аккомпанемента при исполнении вильянсико, агинальдо и народных песен. Также используется во многих странах Латинской Америки в народной музыке.
Другие названия: пандорга (Мурсия), рунчо или маррана (Колумбия), фурруко или фурро (Венесуэла). В Венесуэле фурруко обязательно используется при исполнении гаита сулиана и агинальдо.
Самбомба представляет собою полый цилиндр, обычно керамический или деревянный, на одной стороне которого натянута кожаная мембрана. Звук извлекается путем трения двумя руками специального прута, который опирается на мембрану. Вибрации, возникающие при трении, передаются по пруту на мембрану, за счет чего возникает характерный низкий звук. Прут может смазываться специальной смазкой для облегчения трения.